# 上長崎村
上長崎村（かみながさきむら）は、長崎県西彼杵郡にあった村。1920年（大正9年）に浦上山里村とともに長崎市に編入された。
現在の長崎市中央地区の一部にあたる。

## 地理
野母半島（長崎半島）及び西彼杵半島の基部に位置し、中島川の上流から中流域を村域とする。
- 山：風頭山、彦山（英彦山）、烽火山、金比羅山、日見峠
- 池沼：西山水源池、本河内水源池（高部・低部）
- 河川：中島川、西山川、御手水川、妙相寺川、鳴滝川

## 沿革
江戸時代は幕府領（慶長年間は大村藩領）のうち、長崎奉行の支配する「長崎町」を総称する地域と長崎代官の支配する農村部があり、これらを合わせて長崎村と称した。後に上長崎村となる区域は、上記のうち農村部の地域にあたる。
長崎村は1878年（明治11年）の郡区町村編制法施行により、村内のうち「長崎町」を総称する区域を長崎区として分立。残部（農村部）は上長崎村・下長崎村に分割された。
- 1889年（明治22年）4月1日 - 市制・町村制施行により、上長崎村の一部が長崎市に編入し、同村の残部をもって西彼杵郡上長崎村が発足。
- 1898年（明治31年）10月1日  - 当村のうち伊良林郷・岩原郷・中川郷・馬場郷・船津郷の各一部が戸町村・淵村の各一部[4]、及び下長崎村の全域とともに長崎市に編入[5]。
- 1920年（大正9年）10月1日 - 浦上山里村とともに長崎市に編入し、上長崎村は自治体として消滅。

## 地名
郷を行政区域とする。大字は設置していない。
- 伊良林郷 - 1898年、一部を長崎市に編入[5]。
- 岩原郷 - 1898年、一部を長崎市に編入[5]。
- 片淵郷
- 木場郷（こば）
- 中川郷 - 1898年、一部を長崎市に編入[5]。
- 西山郷
- 馬場郷 - 1898年、一部を長崎市に編入[5]。
- 夫婦川郷 - 市町村制施行時に全域が長崎市に編入。
- 船津郷 - 1898年、一部を長崎市に編入[5]。
- 本河内郷（ほんごうち）

## 名所・旧跡
- 諏訪公園（長崎公園）
- 諏訪神社
- シーボルト旧宅（鳴滝塾）

## 上長崎村出身の著名人
- 金井俊行（政治家。長崎区の最後の区長、南高来郡郡長ほか。西山郷生まれ。）